# Herman Weißker
Heinrich Herman Weißker (* 26. Oktober 1808 in Schleiz; † 1. Oktober 1860 ebenda) war ein deutscher Richter und Politiker.

## Leben
Weißker war der Sohn des Mousselinfabrikanten Johann Erdmann Weißker aus Schleiz und dessen Ehefrau Christiane Henriette geborene Huth aus Gera. Er war evangelisch-lutherischer Konfession und heiratete am 18. Mai 1837 in Greiz Marie Cölestine Walz (* 23. Dezember 1818 in Greiz; † 18. Oktober 1896 in Schleiz), die Tochter des Kaufmanns Friedrich Heinrich Wilhelm Walz in Greiz.
Weißker besuchte das Gymnasium Rutheneum in Schleiz und studierte nach dem Ostern 1826 abgelegten Abitur Staats- und Rechtswissenschaften in Jena und Erlangen. Ostern 1831 bis März 1832 machte er ein advokatisches Praktikum in Gera und erhielt dann die Zulassung als Advokat in Schleiz. 1835 wurde er Stadtschreiber in Schleiz mit dem Titel Stadtsyndikus, im Juni 1852 wurde er Vorstand der Abteilung II des Justizamtes Schleiz mit dem Titel Justizamtmann und im November 1853 Vorsitzender des Justizamtes Schleiz.
Vom 2. Oktober bis zum 3. November 1848 war er Abgeordneter im Landtag Reuß jüngerer Linie.